# Čaba Silađi
Čaba Silađi (mađ. Szilágyi Csaba; Senta, 23. avgust 1990) srpski je plivač mađarskog porekla. Osnovni stil mu je prsni.

## Karijera
Silađi je završio osnovnu školu i gimnaziju u Bečeju. Počeo je da se bavi plivanjem od 1997. godine, a do 2004. godine obučavao je i vaterpolo. Trenutno živi i trenira u Zrenjaninu.
Međunarodni debi je imao na Evropskom prvenstvu u kratkim bazenima 2007. u Debrecinu. Ostvario je dosta zapaženih rezultata na svetskim i evropskim juniorskim prvenstvima. Na Svetskom juniorskom prvenstvu 2008. u Montereju je osvojio srebrnu medalju na 50 m prsnim stilom, a bronzanu na 100 m.
Bio je član Srpskog olimpijskog tima na Olimpijskim igrama 2008. u Pekingu, na Mediteranskim igrama u Peskari 2009. i Univerzijadi u Beogradu, gde je osvojio i jednu medalju. Učestvovao je i u polufinalima na 50 m prsno na Svetskom prvenstvu 2009. u Rimu i Evropskom prvenstvu u Budimpešti.
Na Evropskom prvenstvu u kratkim bazenima 2009. u Istanbulu osvojio je bronzanu medalju u trci na 50 m prsnim stilom, što mu je prva seniorska medalja.

## Lični rekordi u prsnom stilu
- bazen 50 м

| Disciplina | Rezultat     | Mesto                | Događaj                       | Datum           |
| 50 m       | 27.05 (NR)   | Debrecin, Madjarska  | Otvoreno prvenstvo Madjarske  | 31. mart 2018.  |
| 100 m      | 59.79 (NR)   | Ajndhoven, Holandija | Plivački kup                  | 3. april 2015.  |
| 200 m      | 2:16.75 (NR) | Beč, Austrija        | Međunarodni miting u Austriji | 25. april 2009. |

## Van terena
Završio je osnovnu školu i gimnaziju u Bečeju. Diplomirao je i masterirao na Tehnološkom fakultetu Univerziteta u Novom Sadu.

## Literatura
- swimmrankigs.net, Lični rekordi Čabe Silađija